# 索利赫爾
索利赫爾（英語：Solihull）是英國英格蘭西米德蘭茲郡的一座城市，有人口94,753人。索利赫爾位於英國第二大城市伯明翰東南9英里（14.5公里）處，是伯明翰的衛星城市之一。2013年，索利赫爾曾被評為英國最適合居住的地方之一。路虎的主要裝配廠位於此地。

## 友好城市
- 法國 绍莱

## 外部連結
- 中的“索利赫爾”
- Official Solihull Tourism Website
- Solihull Council （页面存档备份，存于）